# Ramići (Republika Serbska)
Ramići (cyr. Рамићи) – wieś w Bośni i Hercegowinie, w Republice Serbskiej, w mieście Banja Luka. W 2013 roku liczyła 1739 mieszkańców.